# Mommy, Daddy
Mommy, Daddy est une chanson sortie en 1971 écrite par Gilles Richer et chantée par Dominique Michel et Marc Gélinas, également compositeur de la chanson. Elle est reprise en 1974 par Pauline Julien, qui ne conserve que le mot « mommy ».

## Description

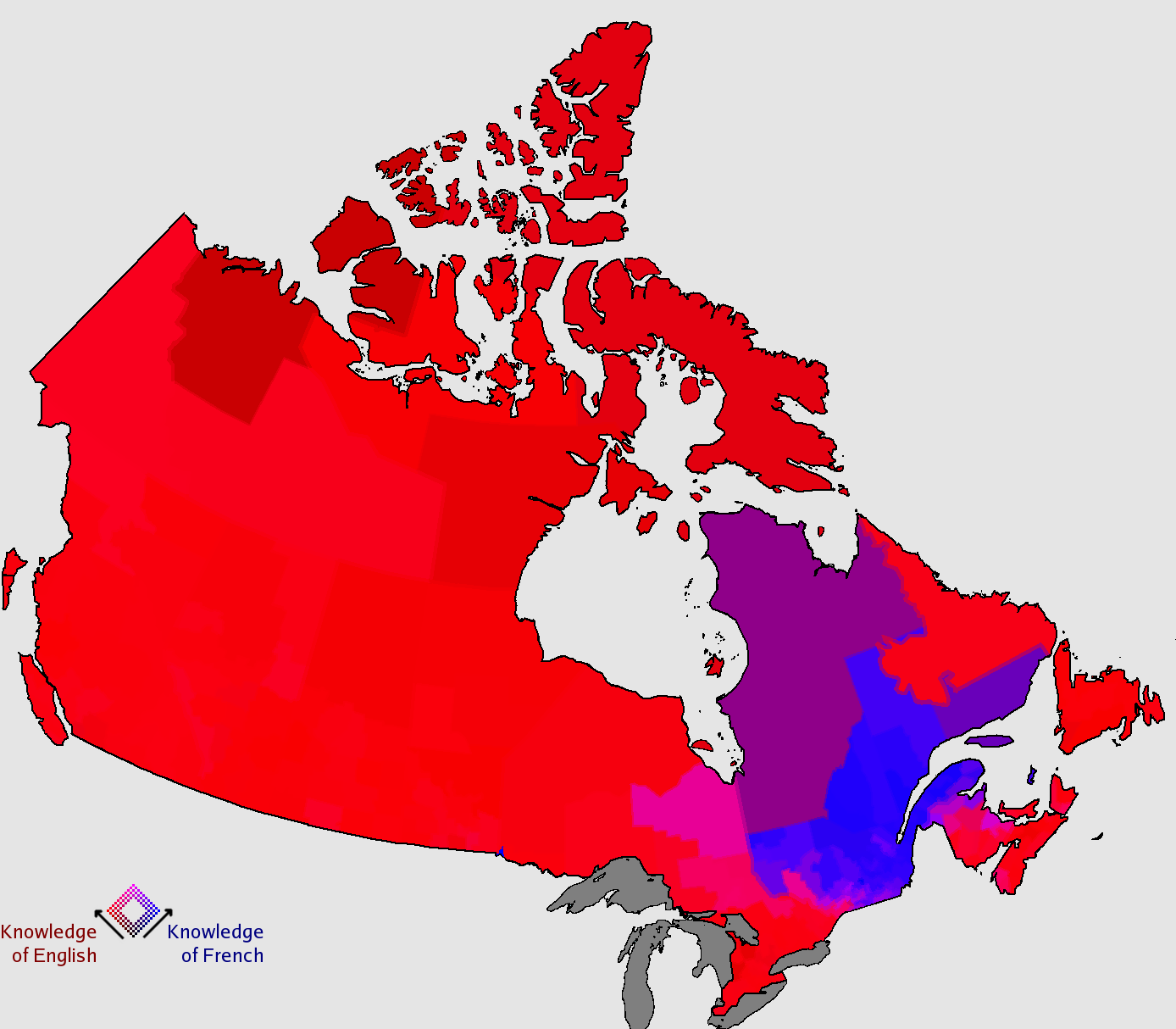
Usage de l'anglais (rouge) et du français (bleu) au Canada.

Le texte raconte un futur où le français ne serait plus parlé au Québec au moment de l'achèvement d'une assimilation culturelle anglophone. Dans un dialogue bilingue, un enfant s'exprimant seulement en anglais questionne ses parents francophones sur ses origines. D'abord, l'enfant demande quels étaient les prénoms/noms des gens ainsi que les lieux qu'ils habitaient. Ébranlé par tous ces noms disparus, il demande à être consolé par une berceuse, ce à quoi les parents répondent avec le refrain de Fais dodo puis en faisant référence aux colons partis de France pour construire un nouveau pays en Amérique. Très mélancolique, le texte se termine par la question : Oh mommy, tell me why it's too late, too late, much too late ? (Oh, maman, dis-moi pourquoi c'est trop tard, trop tard ? bien trop tard [pour revenir en arrière]).

## Historique
La chanson est lancée en format 45 tours en décembre 1971. La face A est un dialogue entre un chœur d'enfants, Dominique Michel et Marc Gélinas. La face B est une version instrumentale au piano avec un accompagnement orchestral dirigé par François Dompierre. Elle connaît initialement un succès relatif au palmarès musical et atteint la 10e position au début de 1972.
Plus tard dans les années 1970, la chanteuse Pauline Julien en tant qu'artiste revendicatrice de l'indépendance du Québec, devient le visage de cette chanson. La pièce se retrouvera sur plusieurs de ses albums et compilations.
De nombreux artistes ont interprétés cette chanson depuis, entre autres Anne-Marie Gélinas (fille de son compositeur), Anne Dorval, Luce Dufault, Marie-Jo Thério, Émile Proulx-Cloutier et Fred Pellerin.

## Récompenses
- 2015 : Intronisation au Panthéon des auteurs et compositeurs canadiens[2]